# Блохинский, Сергей Николаевич
Сергей Николаевич Блохинской (декабрь 1921 года, село Подберезье, Великолукский уезд, Псковская губерния — дата смерти неизвестна, Чимкент, Казахская ССР) — токарь-расточник Чимкентского завода прессов-автоматов имени М. И. Калинина Министерства станкостроительной и инструментальной промышленности СССР. Герой Социалистического Труда (1971). Депутат Верховного Совета Казахской ССР 8-го созыва.

## Биография
Родился в 1921 году в крестьянской семье в селе Подберезье Великолукского уезда Псковской губернии. С 1937 года трудился на Льнозаводе в родном селе. В 1940 году призван на срочную службу в Красную Армию. Участвовал в Великой Отечественной войне. С 1942 года — командир отделения разведки дивизиона 125-го миномётного полка 51-й армии Сталинградского фронта. В 1943 году получил тяжёлое ранение и после лечения в 1944 году демобилизован.
Переехал в Чимкент, где поступил на учёбу в школу фабрично-заводского обучения № 38. По окончании обучения работал мастером производственного обучения в этой же школе. С 1949 года — токарь-расточник механического цеха, с 1959 года — мастер цеха, с 1962 по 1976 года — токарь-расточник механического цеха Чимкентского завода прессов-автоматов имени М. И. Калинина. С 1960 года — член КПСС.
Досрочно выполнил личные социалистические обязательства и плановые производственные задания Восьмой пятилетки (1965—1970). Указом Президиума Верховного Совета СССР (неопубликованным) от 5 апреля 1971 года «за выдающиеся трудовые успехи, достигнутые в выполнении заданий пятилетнего плана, выпуск продукции высокого качества и активное участие в создании новой техники» удостоен звания Героя Социалистического Труда с вручением ордена Ленина и золотой медали Серп и Молот.
Избирался депутатом Верховного Совета Казахской ССР 8-го созыва от Чимкентского избирательного округа (1971—1975), членом Чимкентского обкома Компартии Казахстана.
С 1976 по 1981 года — инструктор учебного цеха Чимкентского завода прессов-автоматов имени М. И. Калинина.
В мае 1981 года вышел на пенсию.
Проживал в Чимкенте. Дата смерти не установлена.

## Награды
- Герой Социалистического Труда
- Орден Ленина
- Орден Красного Знамени
- Орден Красной Звезды (05.01.1943)
- Орден Отечественной войны 1 степени (11.03.1985)
- Орден «Знак Почёта» (08.08.1966)
- Медаль «За отвагу»
- Медаль «За оборону Сталинграда» (22.12.1942)
- Медаль «За доблестный труд в Великой Отечественной войне 1941—1945 гг.» (06.06.1945)